# Aéroport d'Alta
Pour les articles homonymes, voir ALF.
L'aéroport d'Alta (code IATA : ALF • code OACI : ENAT) (en norvégien : Alta lufthavn) est un aéroport situé à Alta, en Norvège, dans le comté de Finnmark. Il se trouve à quatre kilomètres au nord-est du centre-ville d'Alta, près d'Elvebakken, sur la rive méridionale de l'Altafjord. C'est le premier aéroport du Finnmark par le nombre de passagers, avec 334 132 passagers en 2009 ; il est géré par l'opérateur aéroportuaire public norvégien Avinor.
L'aéroport d'Alta a ouvert le 3 mai 1963, en même temps que ceux de Lakselv et Kirkenes. Il sert aujourd'hui de hub secondaire à la compagnie SAS pour ses liaisons régionales dans la région, en partie via sa compagnie régionale Widerøe, qui relie Alta à Hammerfest, Kirkenes, Lakselv, et Vadsø. Il est relié à Oslo par Norwegian Air Shuttle et Scandinavian Airlines, qui assure également une liaison avec Tromsø.

## Compagnies aériennes et destinations
| Compagnies            | Destinations |
| --------------------- | --- |
| Norwegian Air Shuttle | Oslo-Gardermoen, Tromsø                                                                                            |
| Scandinavian Airlines | Oslo-Gardermoen, Tromsø                                                                                            |
| Widerøe               | - Båtsfjord, - Hammerfest (en), - Honningsvåg, - Kirkenes, - Mehamn (en), - Sørkjosen (en), - Tromsø, - Vadsø (en) |

Edité le 23/02/2023

## Statistiques
Pour des raisons techniques, il est temporairement impossible d'afficher le graphique qui aurait dû être présenté ici.

Voir la requête brute et les sources sur Wikidata.